# Lloc web

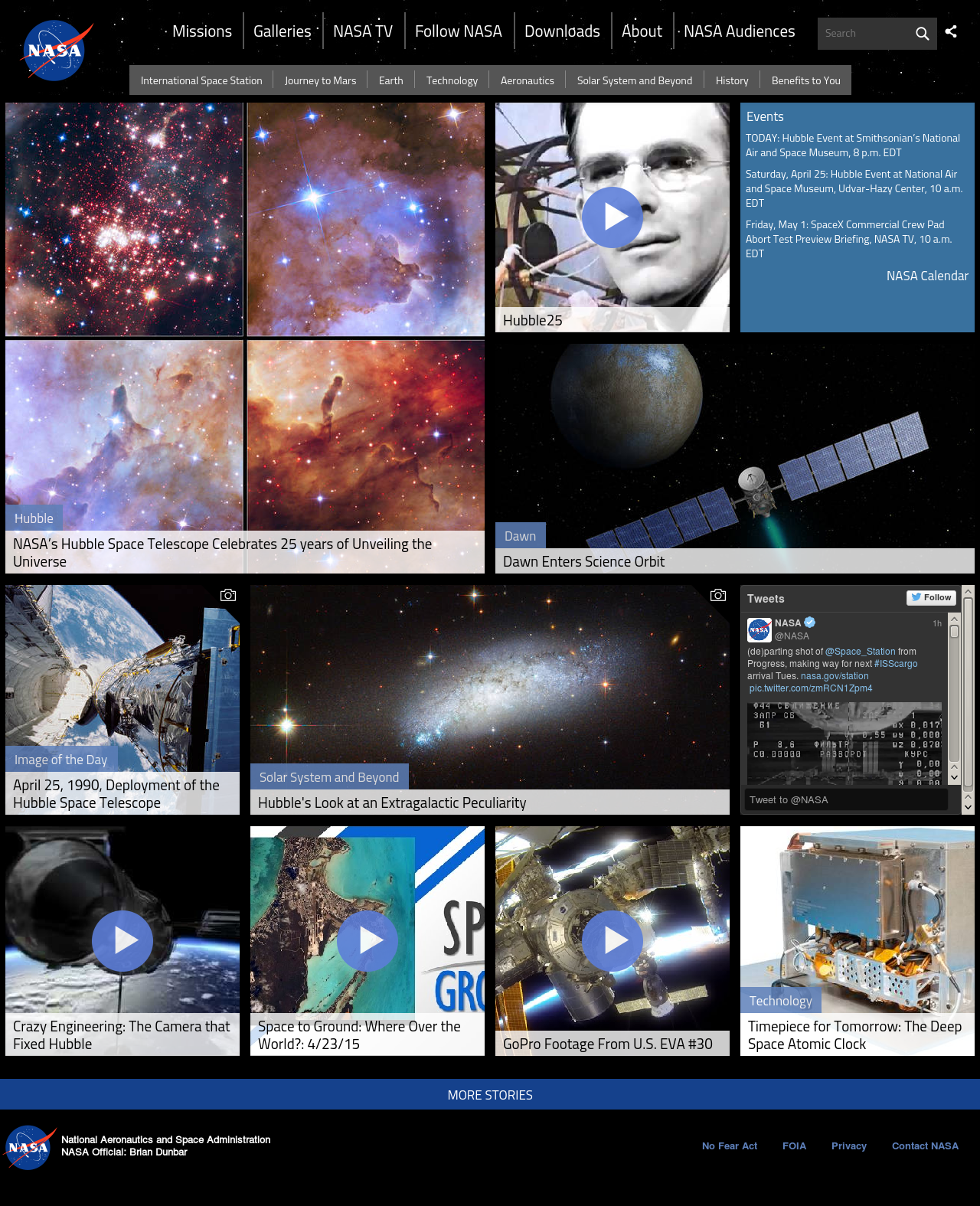
Pàgina nel lloc web NASA.gov el abril 2015.

Un lloc web (en anglès: website o web site) és una col·lecció de pàgines web, imatges, vídeos i altres elements digitals servida per un únic domini d'internet. Un lloc web està allotjat almenys en un servidor web, a què es pot accedir via Internet o una Xarxa d'Àrea Local.
A les pàgines d'un lloc web s'accedeix freqüentment a través d'una URL arrel comuna anomenada portada, que normalment resideix al mateix servidor físic. Els URL organitzen les pàgines en una jerarquia, encara que els hiperenllaços, entre elles controlen més particularment com el lector percep la estructura general i com el tràfic web flueix entre les diferents parts dels llocs.
Alguns llocs web requereixen una subscripció per accedir a alguns o tots els seus continguts. Exemples de llocs amb subscripció inclouen alguns llocs web de notícies, videojocs, fòrums, serveis de correu electrònic basats en web, llocs que proporcionen dades en temps real tal com dades meteorològiques, informació econòmica, horaris, etc.

## Història
El primer lloc web va ser creat de la mà de Tim Berners-Lee l'any 1990 al CERN amb la intenció de crear un espai de compartició d'informació basat en hipertext. Aquest primer lloc web informava sobre el projecte World Wide Web. El 30 d'abril del 1993, el CERN va anunciar que qualsevol persona podria utilitzar la World Wide Web de forma gratuïta, cosa que contribuiria a l'immens creixement de la Web. Abans de la introducció del Protocol de transferència d'hipertext (HTTP), s'utilitzaven altres protocols, com el Protocol de transferència de fitxers i el protocol Gopher, per recuperar fitxers individuals d'un servidor. Aquests protocols ofereixen una estructura de directoris simple on l'usuari navega i on tria els fitxers per descarregar. Els documents es presentaven amb més freqüència com a fitxers de text sense format o estaven codificats en formats de processador de textos.

## Significatiu i estructura
Un lloc web és el conjunt darxius electrònics i pàgines web referents a un tema en particular, que inclou una pàgina inicial de benvinguda, generalment denominada home page, amb un nom de domini i adreça a Internet específics. Un lloc web és un gran espai documental organitzat que la majoria de vegades està típicament dedicat a algun tema particular o propòsit específic. Qualsevol lloc web pot contenir hiperenllaços a qualsevol altre lloc web, de manera que la distinció entre llocs individuals, percebut per lusuari, pot ser de vegades borrosa. Les diferents pàgines d'un lloc web solen residir al mateix servidor físic. Estan estructurades en una organització jeràrquica. També són els hipervincles els qui controlen com el lector percep l'estructura global, i com el trànsit flueix a través de les diferents parts del lloc web. El punt d'entrada a l'estructura jeràrquica sol ser una adreça web (URL) comuna, que indica la pàgina d'inici (homepage en anglès).
Els llocs web es poden trobar a través dels mitjans de cerca com Google, Yahoo, Bing i d'altres o directament des de la barra de direccions: www.exempleweb.com.
El conjunt de tots els llocs web accessibles es coneix en català com a web (de l'anglès World Wide Web; www) o xarxa d'abast mundial.
No hem de confondre lloc web amb pàgina web; aquesta última és només un fitxer HTML, una unitat HTML, que forma part d'algun lloc web. En introduir una adreça web, com ara www.wikipedia.org, sempre s'està fent referència a un lloc web, el que té una pàgina HTML inicial, que és generalment la primera que es visualitza. La cerca a Internet es realitza associant el DNS ingressat amb l'adreça IP del servidor que conté el lloc web on està la pàgina HTML buscada.
Els llocs web estan escrits en codi HTML (Hyper Text Markup Language), o dinàmicament convertits a aquest, i s'hi accedeixen aplicant un programari convenient anomenat navegador web, també conegut com un client HTTP. Els llocs web poden ser visualitzats o accedits des d'un ampli ventall de dispositius amb connexió a Internet, com ordinadors personals, portàtils, PDAs, i telèfons mòbils.
Un lloc web està allotjat en un ordinador conegut com a servidor web, també anomenat servidor HTTP, i aquests termes també poden referir-se al programari que s'executa en aquest ordinador i que recupera i lliura les pàgines d'un lloc web en resposta a peticions de l'usuari. Apache és el programa més comunament usat com a servidor web (segons les estadístiques de Netcraft) i l'Internet Information Services (IIS) de Microsoft també s'usa amb molta freqüència.
Un lloc web estàtic és un que té contingut que no s'espera que canviï freqüentment i es manté manualment per alguna persona o persones que usen algun tipus de programa editor. Hi ha dues àmplies categories de programes editors usats per a aquest propòsit que són:
- Editors de text com el bloc de notes, on el codi HTML es manipula directament al programa editor o
- Editors WYSIWYG com ara Adobe Dreamweaver, on el lloc s'edita usant una interfície gràfica i l'HTML subjacent es genera automàticament amb el programa editor.

Un lloc web dinàmic és un que pot tenir canvis freqüents a la informació. Quan el servidor web rep una petició per a una determinada pàgina dun lloc web, la pàgina es genera automàticament pel programari, com a resposta directa a la petició de la pàgina; per tant, es pot donar un ampli ventall de possibilitats, incloent per exemple: (a) mostrar l'estat actual d'un diàleg entre usuaris, (b) monitorar una situació canviant, o proporcionar informació personalitzada d'alguna manera als requisits de l'usuari individual, etc.
Hi ha un ampli ventall de sistemes de programari, com el llenguatge de programació PHP, Active Server Pages (ASP) i Java Server Pages (JSP), que estan disponibles per generar sistemes de llocs web dinàmics. Els llocs dinàmics sovint inclouen contingut que es recupera d'una o més bases de dades o usant tecnologies basades en XML com ara l'RSS.
El contingut estàtic pot també ser generat periòdicament de manera dinàmica, o si tenen lloc certes i determinades condicions; amb aquesta estratègia s'evita la pèrdua de rendiment per iniciar el motor dinàmic per a cada usuari o per a cada connexió.
També existeixen plugins per a navegadors, que s'usen per mostrar contingut actiu com Flash, Silverlight, Shockwave o applets, escrits en Java, encara que el seu ús ha anat disminuint. L'HTML dinàmic també proporciona interactivitat per als usuaris, i l'element d'actualització en temps real entre pàgines web (les pàgines no s'han de carregar o recarregar per fer qualsevol canvi), principalment usant el DOM i JavaScript, el suport dels quals està integrat a la majoria de navegadors web moderns.

## Tipus de llocs web
Hi ha moltes varietats de llocs web, cadascun especialitzat en un tipus particular de contingut o ús, i es poden classificar arbitràriament de moltes maneres. Unes poques classificacions poden incloure:
- Lloc web d'arxiu: usat per preservar contingut electrònic valuós amenaçat d'extinció. Dos exemples són: Internet Archive, que des de 1996 ha preservat bilions d'antigues (i noves) pàgines web; i Google Groups, que a principis del 2005 arxivava més de 845.000.000 missatges exposats als grups de notícies/discussió d'Usenet, després de la seva adquisició de Deja News.
- Lloc web de blog[8] (anglès: blog) o bitàcola digital:[9] lloc utilitzat per registrar lectures en línia o per exposar continguts en línia amb la data del dia d'ingrés; també podeu incloure fòrums de discussió. Exemples: WordPress.
- Lloc web d'empresa: usat per promocionar una empresa o servei, els quals poden ser fabricats per empreses dedicades.
- Lloc web de comerç electrònic: per comprar béns, com Amazon.com.
- Lloc web de comunitat virtual: un lloc o portal social on les persones amb interessos similars es comuniquen entre si, normalment per xat o fòrums o simples missatges. Per exemple: Facebook, Twitter, etc.
- Lloc web de base de dades: un lloc on l'ús principal és la cerca i mostra d'un contingut específic de la base de dades, com ara Internet Movie Database.
- Lloc web de desenvolupament: un lloc amb el propòsit de proporcionar informació i recursos relacionats amb el desenvolupament de programari, disseny web, etc.
- Lloc directori: un lloc que conté continguts variats que estan dividits en categories i subcategories, com el directori de Yahoo!, el directori de Google, i l'Open Directory Project.
- Lloc web de descàrregues: estrictament utilitzat per a descarregar contingut electrònic, com ara programari, videojocs, etc.
- Lloc web de videojocs: un lloc que és pròpiament un videojoc o un «pati d'esbarjo» on molta gent fa servir per jugar.
- Lloc web d'informació: lloc amb contingut que pretén informar els visitants, però no necessàriament de propòsits comercials; tals com: Free Internet Lexicon i Encyclopedia. La majoria dels governs i les institucions educacionals i sense ànim de lucre tenen un lloc web d'informació.
- Lloc web de notícies: similar a un lloc d'informació, però dedicat a mostrar notícies i comentaris de l'actualitat.
- Lloc web de difusió en continu: un lloc que proporciona contingut d'entreteniment tal com pel·lícules i sèries de televisió per veure en línia o descarregar, com ara Netflix o YouTube.
- Lloc de promoció web: usat per promocionar altres pàgines web per mitjà de publicació d'articles d'opinió.
- Lloc web cercador: un lloc que proporciona informació general i està pensat com a entrada o cerca per a altres llocs, com ara Google i Yahoo!.
- Lloc web de subhastes: subhastes d'articles per Internet, com eBay.
- Lloc web personal: mantingut per una persona o un petit grup (com per exemple una família) que conté informació o qualsevol contingut que la persona vol incloure: Facebook, Fotolog.
- Lloc web portal: un lloc web que proporciona un punt d'inici, entrada o portal, a altres recursos a Internet o una intranet.
- Lloc Web 1.0: un lloc web estàtic. Un lloc on el visitant només pot recórrer les pàgines sense possibilitat d'interactuar-hi.
- Lloc Web 2.0: un lloc web interactiu. Un lloc on el visitant pot fer més coses que recórrer les seves pàgines, en concret, extreure informació en la forma i els criteris que consideri oportú i convenient.
- Lloc Web 3.0: un lloc web intel·ligent. Un lloc que reconeix l'usuari i mostra una dinàmica en funció dels seus gustos, preferències, historial, el moment i l'estat d'ànim en què es trobi... Només està disponible en xarxes privades molt comptades. Per a Internet encara s'està desenvolupant, però es troba possiblement en fases molt incipients (fase de definició). Els sistemes d'intel·ligència artificial i d'interacció hardware ho fan tecnològicament possible, malgrat que ens trobem encara lluny de la seva implementació a gran escala.
- Creador de llocs web: és bàsicament un lloc que permet crear altres llocs, utilitzant eines de treball en línia, com PageCreative.
- Lloc web col·laboratiu o wiki: un lloc on els usuaris editen col·laborativament, on els mateixos visitants són els responsables de mantenir l'aplicació viva, usant tecnologies d'última generació: pikeo, flickr, Viquipèdia.
- Lloc web polític: un lloc web on la gent pot manifestar la seva visió política. Exemple: New Confederacy.
- Lloc web d'índex d'audiència: un lloc on la gent pot lloar o menysprear el que apareix.
- Llocs web educatius: promouen cursos presencials i a distància, informació a professors i estudiants, permeten veure o descarregar continguts d'assignatures o temes.
- Lloc web de publicitat escombraries: lloc web sense continguts de valor que ha estat creat exclusivament per obtenir beneficis i fins publicitaris, enganyant o pretenent enganyar els motors de cerca.
- Lloc web religiós: lloc web on la gent pot conèixer més sobre la religió que professa.
- Lloc d'ajuda emocional: teràpia en línia i suport a persones que experimenten aflicció emocional connectant-los amb oients entrenats. Per exemple, 7 Cups.

## Gramàtica[calcitació]
En català, el mot “web”, quan s'utilitza com a substantiu, equivalent de l'anglès World Wide Web, és masculí, com ha quedat fixat pel TermCat de l'Institut d'Estudis Catalans: el web. Així mateix, i com és lògic, és masculí (el web) si es refereix a un lloc web, i femení (la web) si es refereix a una pàgina web.

## Posicionament en cercadors
Els llocs web solen buscar el millor posicionament possible en cercadors, i per això cal que compleixin diversos estàndards de codificació i usabilitat que són presos en compte per aquests a l'hora de posicionar el contingut d'una web, encara que no sigui l'única cosa important per al posicionament. Les mateixes companyies de cercadors solen donar consells bàsics sobre com desenvolupar els llocs web tenint en compte sobretot lexperiència dusuari, la qual cosa sol influenciar positivament el posicionament. Els indexadors d'aquestes companyies tenen en compte multitud de paràmetres —o senyals com els anomena Google—, amb pesos diferents, per determinar la posició exacta en els resultats de cerca de cada pàgina d'un lloc web. Alhora, també poden identificar intents de millorar artificialment el posicionament, els quals penalitzen la posició una vegada detectats.

## Usuaris d'Internet
El 2009, segons s'informa, hi havia 1.730 milions d'usuaris a tot el món, amb Àsia al capdavant amb 738.257.230 usuaris. Altres usuaris d'Internet per regió i continent inclouen:
- Europa - 418.029.796 usuaris.
- Amèrica del Nord: 252.908.000 usuaris.
- Carib i Llatinoamèrica - 179.031.479 usuaris.
- Àfrica - 67.371.700 usuaris.
- Orient Mitjà - 57.425.046 usuaris.
- Austràlia i Oceania - 20.970.490 usuaris.

Després de la modernització, un millor accés als ordinadors, el creixement de la tecnologia i l'ús dels telèfons intel·ligents, la popularitat de les xarxes socials i un accés més barat a Internet, la quantitat d'usuaris d'Internet a tot el món va augmentar enormement a 3,97 el 2019. Això representa més del 51 % de la població mundial, i Àsia continua sent el continent amb la quantitat més gran d'usuaris d'Internet, ja que representa el 50 % del nombre total d'usuaris d'Internet a tot el món. La Xina té la quantitat més gran d'usuaris d'Internet al continent asiàtic, representant el 25 % dels usuaris a Àsia. A més, la Xina té més usuaris d'Internet que qualsevol altre país del món amb més de 934 milions d'usuaris mensuals el 2020. Aquesta xifra és més del doble de la quantitat d'usuaris d'Internet als EUA, que va ocupar el tercer lloc amb 284 milions d'usuaris mensuals en línia. L'Índia va ocupar el segon lloc amb aproximadament 687 milions d'usuaris d'Internet que accedeixen a Internet mitjançant dispositius mòbils o ordinadors.
Una de les activitats en línia més populars són les xarxes socials. El 2020, Facebook, un lloc de xarxes socials fundat per Mark Zuckerberg, va registrar més de 2700 milions d'usuaris actius mensuals. Aquest número representa més de la meitat dels usuaris d'Internet a tot el món, fet que converteix Facebook a la xarxa social en línia més popular.